# Којли (Оклахома)
Којли (енгл. Coyle) град је у америчкој савезној држави Оклахома.

## Демографија
По попису из 2010. године број становника је 325, што је 12 (-3,6%) становника мање него 2000. године.
| Група             | 2000.       | 2010.       |
| Белци             | 273 (81,0%) | 257 (79,1%) |
| Афроамериканци    | 37 (11,0%)  | 32 (9,8%)   |
| Азијати           | 0 (0,0%)    | 0 (0,0%)    |
| Хиспаноамериканци | 3 (0,9%)    | 14 (4,3%)   |
| Укупно            | 337         | 325         |